# Detlev Friderich Clausen
Detlev Friderich Clausen; auch: Detlev Friderich Clasen oder Detlev Friedrich Clausin (* 1682 in Uetersen; † 8. April 1739, nach anderen Quellen 1736 in Schleswig) war ein evangelischer Pastor, zuletzt Hauptpastor am Schleswiger Dom.

## Leben
Er war das dritte von fünf Kindern des Uetersener Haupt- und Klosterpredigers Martin Clausen (* 20. Dezember 1640; † 18. Dezember 1716) und dessen Ehefrau Anna geb. Hannemann († 1701). Clausen wurde am 30. November 1682 in der Trinitatiskirche in Neuendorf bei Elmshorn getauft, wo sein Vater 14 Jahre als Pastor tätig war. Seine Frau war Catharina Elisabeth geb. Rango, die er 1737 heiratete.
Clausen studierte an der Universität Kiel, wo er 1703 Respondent einer mathematischen Disputation war. Er wandte sich dann der Theologie zu und wurde zunächst Prediger an der St.-Katharinen-Kirche in Gnissau. Das Patronat der Kirche zu Wesenberg gehörte zu damaliger Zeit dem Herzog von Rethwisch. Da aber der Herzog sich in spanischen Diensten befand und abwesend war, ließ der Herzog Joachim Friedrich zu Holstein-Plön Clausen von Gnissau nach Wesenberg versetzen, wo er am Sonntag Misericordias Domini, dem 2. Sonntag nach Ostern 1717, als Pastor eingeführt wurde. Als aber der Herzog von Rethwisch aus den spanischen Diensten wieder zurückkehrte, entstanden zwischen ihm und Clausen Spannungen und Streitereien, die bis zu Denunzierungen und Verleumdungen ausarteten. Clausen sah sich darauf genötigt, sich eine andere Anstellung zu suchen, was ihm auch glückte. So wurde er im Jahr 1722 Hauptpastor am Schleswiger Dom und Schulinspektor der Domschule. Clausen starb 1739 und wurde am 21. Mai beigesetzt.
Als Autor verfasste Detlev Friderich Clausen mehrere Schriften wie etwa Das schöne Parade-Bette bey lebendigem Leibe (Glückwunschgedicht für Christoph Ludwig Stieglitz und Bernhard Elsing zur Erlangung der Magister-Würde am 10. Februar. 1707) (Götze Verlag, 1707).